# Фрідріх Вільгельм фон Штойбен
Фрідріх Вільгельм Августин Людольф Гергард фон Штойбен, відомий також як барон фон Штойбен (нім. Friedrich Wilhelm Ludolf Gerhard Augustin von Steuben 17 вересня 1730, Магдебург — 28 листопада 1794, Ютіка (Нью-Йорк)) — американський генерал прусського походження. Брав участь в Семирічній війні, в ході якої потрапив в російський полон. З 1762 року — ад'ютант короля Фрідріха II, з 1764 по 1777 рік — гофмаршал баденського двору. 1777 року відправився в Америку, де приєднався до Континентальної армії в Веллі-Форж і, перебуваючи під командуванням Джорджа Вашингтона, розпочав тренувати американських військових. 1779 року він склав статут для армії, знаний як «Блакитна книга». Штойбен очолював дивізію в Монмутській битві, потім прийняв командування у Вірджинії і керував ополченням штату під час битви при Бландфорді. Його дивізія брала участь в облозі Йорктауна і саме їй випала честь прийняти британського парламентера з пропозицією капітуляції.

## Походження
Фон Штойбени були дворянським родом, і їх прізвище в різний час виглядало як Steube, Stoebe, Stoyben або Steuben. У XIII столітті вони влаштувалися в саксонському Мансфельді, де з часом втратили майже всі свої земельні володіння. Ернст Ніколас фон Штойбен служив капітаном при Фердинанді II і брав участь в Тридцятилітній війні. 1642 року в нього народився син Людвіг. Сином Людвіга став Август фон Штойбен, який народився в 1661 році. Він мав семеро синів, четвертим з яких став Вільгельм-Августин, який народився в Бранденбурзі 22 квітня 1699 року. 1715 року він вступив на прусську службу, а в 1729 одружився з Мері Доротеєю фон Ягов. У цьому шлюбі народився Фрідріх Вільгельм фон Штойбен. Існують різні версії про час і місце його народження, але зазвичай вважається, що він народився в Магдебурзі 17 вересня або 15 листопада 1730 року.

## Ранні роки
У перші роки життя Фрідріха його батько поїхав в Росію, де служив в Кронштадті військовим інструктором. Він повернувся в 1740 році, коли королем Пруссії став Фрідріх II. Того року була завойована Сілезія, і одночасно Штойбен молодший вступив в єзуїтський коледж в силезькім Бреславі. Згодом він згадував, що через постійні переїзди його сім'я не змогла дати йому гарну освіту. Вже в 1744 році він супроводжував батька під час облоги Праги. 1749 року він отримав звання енсина, в 1753 — другого лейтенанта, а в 1755 — першого лейтенанта. Коли почалася Семирічна війна він служив в 31-му піхотному полку і брав участь в битві під Прагою в 1757 році. Штойбен був поранений, але залишився в строю і в тому ж році взяв участь в битві під Росбахом.
У 1758 році Штойбен покинув регулярну армію і вступив на службу до генерала Йоганна фон Маєра, який створив свій незалежний «Freibataillon». Але Маєр помер в 1759 році і Штойбен повернувся на колишнє місце служби. Його 31-й піхотний полк був частиною армії Веделя і брав участь в невдалій битві під Пальцигом 23 липня, а потім в битві під Кунерсдорфом, де Штойбен був поранений. Попри поранення він взяв активну участь в наступних боях — у вересні 1761 взяв участь у набігу генерала Платена на тили російської армії. Розгромивши військовий склад біля Кюстіна, Платен послав бригаду Штойбена в Трептов, де того оточила російська армія. 23 жовтня 1761 року Трептов здався, і Штойбена, як військовополоненого, відправили в Санкт-Петербург .
У Петербурзі у Штойбена встановилися добрі відносини з великим князем Петром, який в січні 1762 року став російським імператором Петром III. У березні він уклав мир з Пруссією і звільнив всіх полонених, в їх числі і Штойбена, якому навіть пропонували вступити на російську службу. За військові заслуги Фрідріх присвоїв Штойбену звання капітана і призначив ад'ютантом. Він також включив його в групу офіцерів які під особистим наглядом короля займалися дослідженнями військової справи. Коли Семирічна війна завершилася, Штойбен з невідомих причин покинув армію. Він отримав пенсію в розмірі 400 талерів, але все ж вважав свої заслуги недооціненими.

## На службі Гогенцоллернам
У травні 1764 він відправився в Бад-Вільдбад, де познайомився з Йосипом Гогенцоллерн-Гехінгеном, який запропонував йому посаду гофмаршала. Ця посада цілком його влаштувала, тому він відхилив запрошення на службу від короля Сардинії в 1764 і імператора Йосифа II в 1766 і 1769 роках. Штойбен прослужив на цій посаді 10 років, але все ж він був лютеранином, а двір князя був переважно католицьким, і придворні інтриги в результаті змусили Штойбена покинути двір. У квітні 1777 він відправився в Англію, але коли опинився в Парижі, його запросив до себе граф Сен-Жермен, в той час — військовий міністр Франції, і запропонував йому відправитися в США. Він звів Штойбена з Бомарше, який, в свою чергу, познайомив його з Бенджаміном Франкліном. Фрідріх справив хороше враження на Франкліна, який вирішив, що саме така людина потрібна американській армії, але Франклін не міг гарантувати йому військового звання і не мав можливості оплатити його переїзд. Після першої зустрічі Штойбен повернувся до Бомарше, і сказав, що повертається в Німеччину і нічого не хоче чути про Америку. Але Сен-Жермен і Бомарше продовжували вмовляння і обіцяли оплатити переїзд. Штойбен відправився в Голландію, де зустрівся з Вільямом Людвігом Баденським, який так само порадив йому не впускати свій шанс. Штойбен поступився умовлянням, перевів свою власність в Німеччині на племінника і відправився в Париж, куди прибув 17 серпня 1777 року.

## Подорож до Америки
У серпні Штойбен надіслав повідомлення про своє прибуття в Америку, і одночасно отримав рекомендаційні листи від Франкліна до Вашингтона, Самуеля Адамса, Генрі Лоуренса (голови Конгресу), фінансиста Роберта Моріса та інших. Бомарше, ймовірно, дав йому гроші, але невідомо, скільки саме. Бомарше придбав в уряду 24-гарматний корабель Heureux, перейменований у Flamand. 22 вересня 1777 корабель покинув Марсель. Разом зі Штойбеном в Америку вирушили: його секретар і перекладач Пітер Дю Понсо, ад'ютант Луї Де Понтье, а так само Ланфан, Де Романо і Де Епіне. На випадок перехоплення судна англійцями Штойбен взяв собі ім'я «Френк» і захопив з собою листи для губернатора Мартиніки.
Подорож тривала 66 днів і 1 грудня Flamand прибув в Портсмут. Штойбена зустрів особисто Джон Ленгдон, командувач американськими військами в Портсмуті, який запросив його на обід. На наступний день Штойбен вивчив укріплення Портсмута і зустрівся з гарнізоном. В наступні дні він склав листи для Конгресу і Вашингтона, до яких доклав рекомендації від Франкліна і Бомарше. Ці листи складено гарною англійською мовою і, оскільки сам Штойбен знав її дуже погано, то ймовірно, що їх писав Дю Понсо. До того моменту англійці надійно утримували Нью-Йорк і вже захопили Філадельфію, а Конгрес переїхав в пенсильванський Йорк. Вашингтон стояв зі своєю армією в зимовому таборі в Веллі-Фордж, неподалік від Філадельфії. Вашингтон порадив Штойбену відправиться в Йорк, тому пробувши в Портсмуті 12 днів, той поїхав до Бостона, звідки лише 14 січня 1778 року рушив верхи в Йорк. Йому рекомендовано триматися подалі від узбережжя, щоб уникнути перехоплення англійцями, тому весь шлях зайняв три тижні. За цей час Штойбен проїхав 410 миль через кілька штатів. 5 лютого він прибув в Йорк.
Конгрес США сформував комісію, яка зустрілася з Штойбеном, щоб з'ясувати, на яких умовах він згоден служити і чи були у нього якісь домовленості з Франкліном. Штойбен заявив, що ніяких домовленостей не було, і що він готовий служити без звання і платні. Він так само сказав, що в Німеччині відмовився від посад, які давали йому 3000$ в рік, тому, якщо колонії доб'ються успіху у війні, то він сподівається на компенсацію, якщо ж колонії програють або його послуги здадуться незадовільними, то колонії будуть вважатися вільними від цих зобов'язань. Конгрес прийняв його умови і вранці 19 лютого Штойбен відбув в Веллі-Фордж. У той же день він прибув в Ланкастер, де в його честь було дано бенкет. У Ланкастері Штойбен вперше зустрів Вільяма Норта, який згодом став його ад'ютантом і прийомним сином.

## Війна за незалежність США

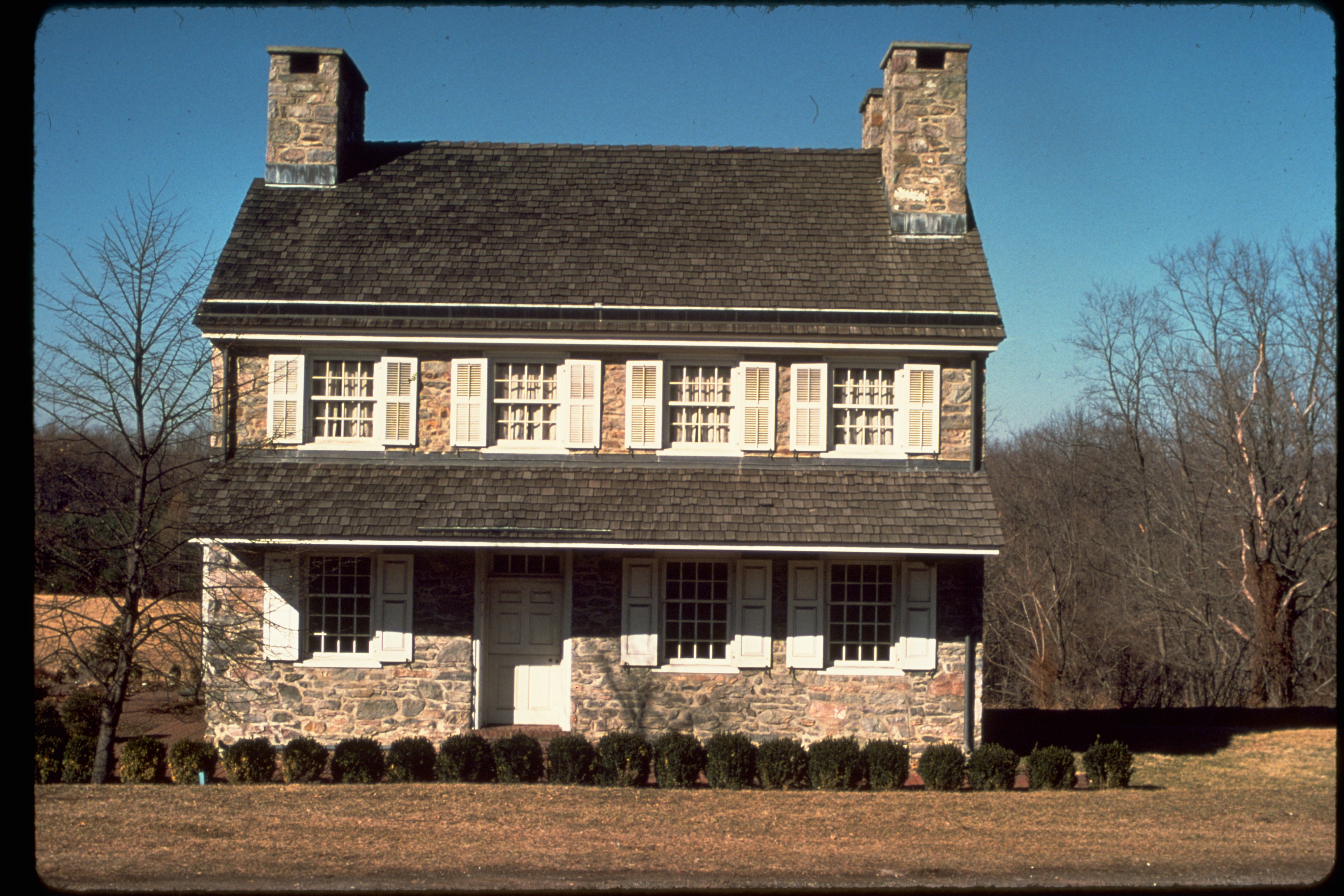
Штаб Штойбе в Веллі-Фордж.

23 лютого Штойбен прибув до американського табору у Веллі-Фордж. Вашингтон проїхав кілька миль йому назустріч і зустрів барона на дорозі. Він провів його до штабу, де до Штойбена приставили 25 осіб почесної варти. Вашингтон познайомив барона з лордом Стірлінгом та іншими генералами, а 24 лютого відбувся огляд армії. На той час армія, яка до початку зими налічувала 17 тисяч чоловік, скоротилася, з різних причин, до 5 тисяч. Постачання армії було налагоджено погано, переважно через недбалість генерального інспектора Томаса Конвея. Штойбен потім згадував, що тільки його крайня рішучість не дозволила йому відмовитися від усіх своїх намірів при вигляді американської армії. Він писав, що американська система управління армією копіювала англійську (гіршу у світі, на його думку) і, таким чином, була «поганою копією поганого оригіналу». Армія була розділена на дивізії, бригади і полки, і чисельність полків зафіксовано Конгресом, але на практиці всі вони були неповними, так що за кількістю полків неможливо скласти уявлення про чисельність армії, а розкид в розмірі полків не дозволяв планувати маневрування. «Я бачив полки з тридцяти чоловік і роту, яка складалася з одного капрала», згадував він. Кількість рот в полку теж не була регулярною, капітани часто не мали ротних списків і не знали чисельності своєї роти. «Коли я питав полковника про чисельність його полку, він зазвичай відповідав: 'Десь дві або три сотні'».
Барон фон Штойбен почав з того, що зібрав загін в 120 чоловік і особисто зайнявся його тренуванням. Подібно англійській армії, в американській існувало уявлення, що тренування рядових — заняття не для офіцера, а для сержанта. Штойбен вважав це в корені неправильним і особисто брав в руки мушкет, щоб подати приклад іншим офіцерам. Його загін був добре одягнений, їхня зброя завжди була начищеною, і він ефектно виглядав на парадах і маневрах. Цей загін Штойбен намагався тримати на виду в інших солдатів і офіцерів. У цих тренуваннях брали участь дивізіонні і бригадні інспектори, яких потім розіслали по своїх підрозділах. «Я застосував свою систему до батальйонів, потім до бригад, і вже через три тижні ми могли маневрувати силами цілої дивізії», згадував потім Штойбен. Успіхи барона дозволили Вашингтону 30 квітня запросити в Конгресу його офіційного затвердження, і 5 травня Конгрес постановив затвердити в армії систему інспекторів, а Штойбена призначити Генеральним інспектором з платнею генерал-майора.

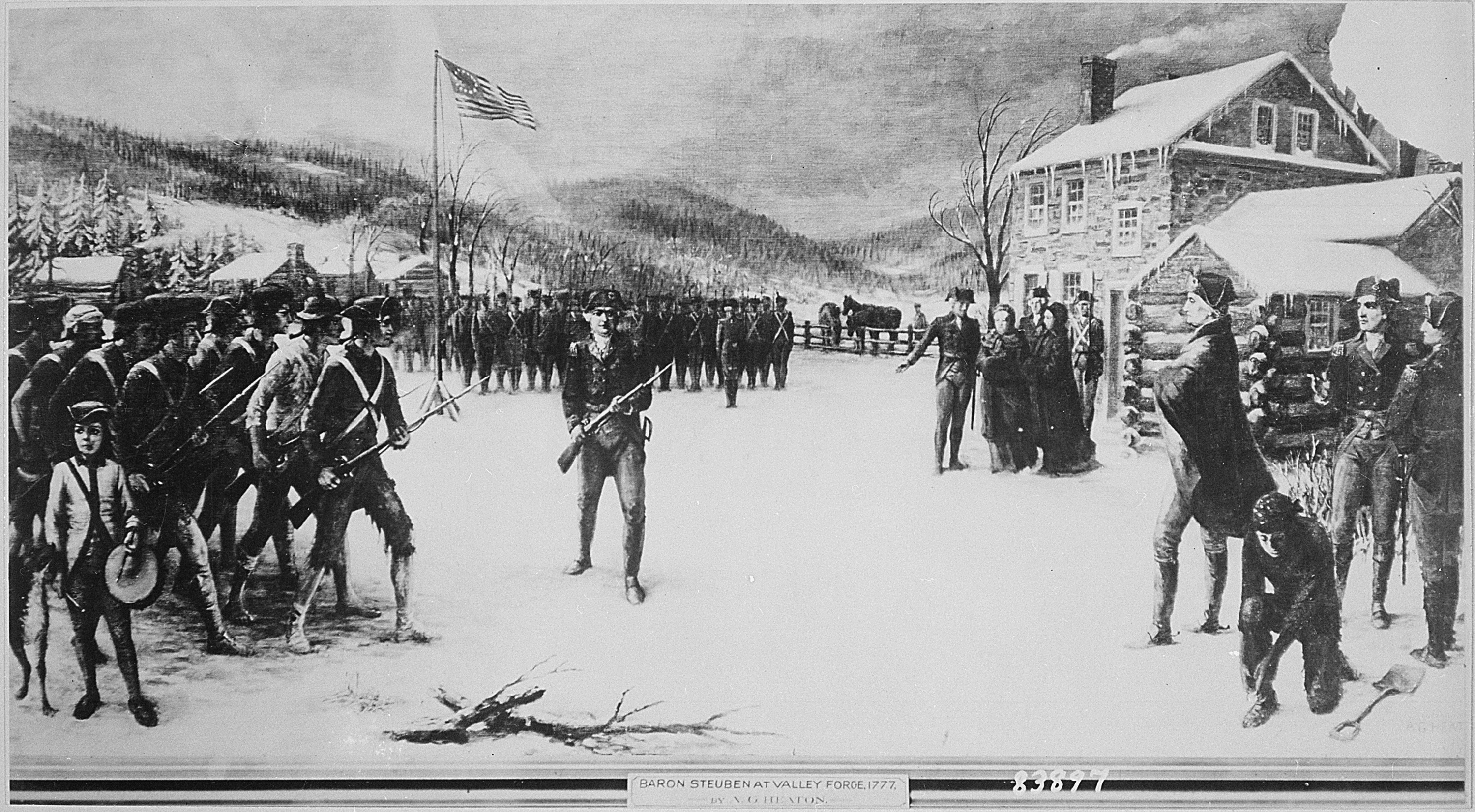
Штойбен в Веллі-Форж.

Штойбен погано знав англійську і йому було важко пояснити пересічним і офіцерам сенс своїх розпоряджень, що часто виводило його з рівноваги. Одного разу на тренуванні Бенжамін Вокер, капітан 2-го Нью-Йоркського полку, запропонував свої послуги з перекладу та поясненню наказів. Штойбен сказав, що навіть появі ангела з неба він не зрадів би так сильно. Вокер став його ад'ютантом, і вони залишилися друзями до кінця життя.
Вашингтон Ірвінг писав, що попри гарячий темперамент і спалахи гніву, Штойбен мав добре і великодушне серце, за що його полюбили в армії. Його дисциплінарні заходи в підсумку робили життя солдатів комфортнішим, він стежив за тим, як офіцери поводяться з рядовими, він сам вивчав звіти полкових лікарів і особисто відвідував хворих. Він сам був зразком регулярної системи, яку пропагував: щоранку прокидався до світанку, випивав чашку кави, викурював трубку і на сході вже був в сідлі, на плацу, в повному екіпіруванні.

### Монмутський бій
Навесні 1778 року, Франція вступила у війну на боці американців, і поява французького флоту ускладнила англійцям постачання Філадельфії. Генерал Клінтон вирішив покинути місто. Коли це сталося, Штойбен знаходився в Йорку. Вашингтон почав переслідування противника, і Штойбен пішов за ним, по шляху відвідавши Філадельфію. Дю Понсо згадував, що вони застали в місті таку антисанітарію, що не змогли випити чашку чаю через величезну кількість мух. Тим часом Вашингтон хотів атакувати відступаючих англійців, але на військовій раді 17 червня більшість генералів висловилися проти. Штойбен прибув в армію якраз до другої військової ради 24 червня, і на цій раді висловився за атаку. Вашингтон вирішив атакувати, і 25 червня Штойбен вирушив на рекогностування, яке виявило, що англійці відступають до Монмута. Під час рекогностування двоє англійських кавалеристів помітили його і почали переслідувати, але, бо вони не стріляли, то йому вдалося втекти. Згодом полонені розповіли, що генерал Кніпхаузен впізнав Штойбена і наказав взяти його в полон, але не стріляти по ньому.
28 червня почався бій під Монмутом: американський авангард під командуванням Чарльза Лі наблизився до ар'єргарду англійців, але не наважився атакувати, а потім Лі наказав відступати. Штойбен знайшов Вашингтона в той момент, коли той намагався зупинити втікачів. Він наказав барону очолити ліве крило армії і той взяв бригаду Максвелла і частину бригади Скотта, а потім до нього приєдналася бригада Паттерсона. Незабаром Вашингтон повідомив, що противник відступає і запросив підкріплень; Штойбен залишив на позиції бригаду Максвелла, а з іншими двома почав переслідування англійців, проте темрява змусила його зупинитися. Вночі англійці покинули поле бою. Згодом генерал Лі був відданий під суд за свої дії на полі бою і Штойбен давав свідчення у цій справі. На слідстві Лі нешанобливо відгукнувся про його показання (назвавши його «дуже стороннім спостерігачем»), і тоді 2 грудня 1778 року Штойбен надіслав йому лист з викликом на дуель. Лі ухилився від дуелі і надіслав свої вибачення. Ймовірно, Гамільтон сприяв їх примиренню.
У 2004 році на Монмутському полі бою встановлено пам'ятник Штойбену. На інформаційному стенді вказано, що «28 червня 1778 року в битві під Монмутом американська армія в бою з британцями показала результати тренувань Штойбена. Виявлений американцями героїзм, який змінив хід війни, був багато в чому заслугою Штойбена. Свідок бою, полковник Александер Гамільтон, стверджував, що тренувальна система Штойбена, огляди і інспекції змусили солдат і офіцерів повірити в те, що тепер вони можуть на рівних боротися з арміями противника».

### Блакитна книга Штойбена
Після битви під Монмутом англійці відступили в Нью-Йорк, Вашингтон перемістив армію табір у Вайт-Плейнс і бойові дії на деякий час затихли. Позаяк Чарльза Лі віддали під суд, його дивізію 2 липня передали Штойбену, але 22 липня Вашингтон повернув його на посаду інспектора. Він пояснив, що бригадні командири вкрай незадоволені тим, що змушені підкорятися іноземцю. Тим часом, в серпні, комісія Конгресу ухвалила, що необхідно домогтися повної уніфікації структури армії, створити загальні правила з постачання, табірного життя і т. д. Це була важлива постанова, але хтось мав реалізувати її на практиці. У грудні Штойбен прибув до Філадельфії і запропонував Конгресу вжити практичних заходів щодо уніфікації армії. Для цих цілей він вирішив звести всі інструкції в одну книгу. Розуміючи, що на її створення підуть тижні, він не став чекати рішення Конгресу, а розпочав працювати вже в грудні.
Складання армійських правил спочатку було обов'язком Штойбена, але в 1778 році ці правила були розрізненими записами, які робили офіцери під час тренувань. Їх треба було кодифікувати і опублікувати. Штойбен залучив до роботи полковника Флері, капітанів Вокера і Де Л'Енфана і секретаря Дю Понсо. За його задумом, статут армії мав складатися з чотирьох розділів: 1) польовий статут, 2) гарнізонний і парадний статут, 3) кавалерійський статут, 4) статут легких підрозділів. За зиму він встиг написати тільки першу і третю частину, але останню опублікувати не вдалося. Підсумком стала книга Regulations for the Order and Discipline of the Troops of the United States, яка складалася з 25-ти глав.
Кожну главу Штойбен писав німецькою, потім перекладав її на погану французьку, потім Флері перекладав її на добру французьку, Дю Понсо перекладав її на погану англійську, а Вокер перекладав на добру англійську. У той час в Америці не було військових публікацій, тому Штойбену довелося покладатися лише на своє знання прусського військового статуту. Перекладачі не були знайомі з німецькою військовою термінологією, що породжувало великі труднощі. 26 лютого Штойбен здав Вашингтону першу частину роботи, а 11 березня — другу. Конгрес якраз офіційно санкціонував створення армійського статуту, і Вашингтон переправив текст Конгресу, який затвердив його 29 березня.
Конгрес ухвалив опублікувати статут тиражем 3 000 екземплярів, але відразу ж почалися технічні проблеми з друком тексту, малюнків  і особливо з палітуркою. Книга друкувалася в Філадельфії на Секонд-стріт, в друкарні Стейнера і Кіста . Штойбен збирався подарувати два особливих примірники Вашингтону і французькому послу, але ці екземпляри не вдалося зробити через відсутність в Філадельфії сусального золота для позолоти. Спочатку передбачалося зробити для кожної книги шкіряну обкладинку, але через відсутність шкіри довелося робити обкладинку з блакитного паперу, що і дало книзі її неформальну назву: «Блакитна книга». Тільки до червня 1779 року книгу вдалося розподілити по армії.
За спогадами сучасників, «Блакитна книга» стала найпопулярнішою в Штатах книгою після Біблії. Вона була простою і зрозумілою, і містила інструкції для всіх офіцерів від полковника до рядового. До 1809 року її перевидавали 75 разів, і ще безліч текстів і керівництв написано на її основі. Деякі частини книги використовувалися в американській армії протягом століть, наприклад глава 20-я, яка обумовлювала обов'язки офіцера по інспекції свого підрозділу. В цілому ж книга, за словами історика Рона Чернова, використовувалася в армії до початку Громадянської війни.

### Кампанія в Вірджинії

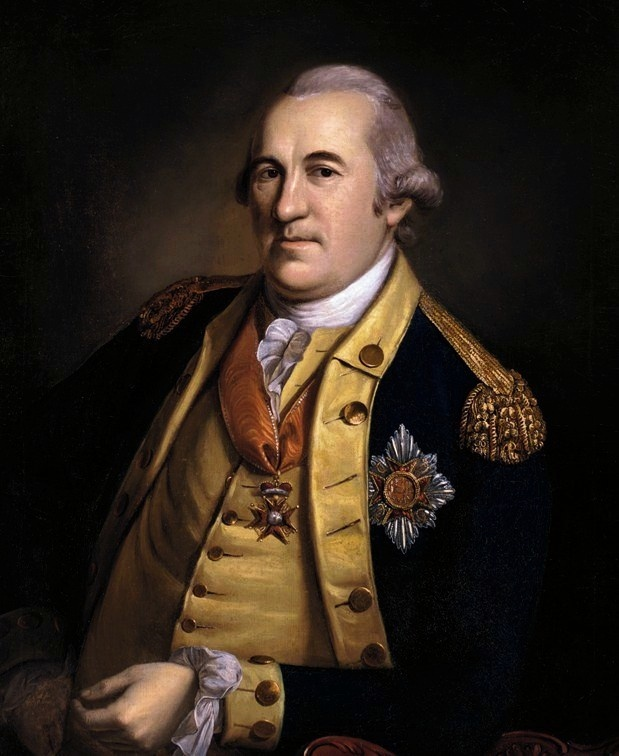
Чарльз Вілсон Пив. Фрідріх Вільгельм фон Штойбен, (1780 рік)

У серпні 1780 року американську армію Гораціо Гейтса розбито в битві при Кемдені, що призвело до хаосу і дезорганізації на Півдні. Гейтса усунули від командування. Конгрес доручив Вашингтону вибрати наступника і той направив на південь генерала Гріна. На допомогу йому Вашингтон запропонував послати Штойбена; він вірив, що той зможе відновити боєздатність армії, а крім того, для барона це був шанс прийняти польове командування. Грін і Штойбен були друзями і разом служили в Веллі-Форж, і Вашингтон вважав, що між ними не виникне непорозумінь. Цей розрахунок виправдався — в ході кампанії на півдні між двома генералами жодного разу не виникло розбіжностей. 30 жовтня 1780 Конгрес затвердив це призначення.
У листопаді обидва генерала покинули Філадельфію. Штойбен взяв з собою майора Вокера і Дю Понсо. До Честері їхали всі разом, потім Грін зупинився для переговорів з губернатором Меріленда, а Штойбен прослідкував прямо в Вірджинію, де спочатку відвідав дружину Вашингтона в Маунт-Вернон. Дю Понсо згадував, що Штойбену не сподобалася садиба, і він сказав, що якби Вашингтон був таким же генералом, який він архітектор, то справи Америки були б поганими. З Маунт-Вернон Штойбен пройшов в Річмонд, де в середині листопада його наздогнав Грін. Сам він потім відправився в Північну Кароліну (де 2 грудня прийняв командування в Шарлотті), а Штойбен очолив Вірджинію. Йому доручено збирати ополчення, формувати з нього боєздатні полки, забезпечувати їх припасами і відправляти на південь, в Кароліну, і одночасно мав займатися обороною штату. Це було складним завданням: цивільна влада штату була стурбована проблемою оборони Вірджинії, але слабо усвідомлювала хід війни в цілому і не була готова відправляти ополчення до Кароліни. Вірджинія мала достатньо людських і матеріальних ресурсів, але вони перебували в повній дезорганізації.
Штойбен енергійно взявся за наведення порядку: він зажадав від штату спорядити його квоту рекрутів, організувати склади на 10 000 барелів борошна і 5 000 барелів свинини і яловичини. Він зажадав 3 000 голів худоби і 100 возів. Вірджинське ополчення в ті дні було згруповано в три корпуси під командуванням Мюлленберга, Вільсона і Нельсона. Штойбену вдалося взяти 400 осіб з корпусу Мюлленберга, спорядити, і 14 грудня відправити цей загін Гріну. Наприкінці грудня Вірджинська асамблея ухвалила набрати 3 000 рекрутів в армію, і Штойбен призначив Честерфілд точкою збору, але в належний час там зібралося лише 600 чоловік, практично беззбройних і роздягнених.
Положення Штойбена незабаром ускладнилося англійським вторгненням в Вірджинію. Щоб послабити Гріна генерал Чарльз Корнуолліс попросив Клінтона направити в Вірджинію загін Бенедикта Арнольда. У Вірджинії ще не проходили бойові дії, і Арнольду було наказано знищити військові запаси в штаті, а потім створити базу для подальших операцій в Портсмуті. Вдень 4 січня 1781 загін Арнольда піднявся вгору по річці Джеймс і висадився у Вестовері. Штойбен розпорядився вивезти з Річмонда всі припаси і хотів зібрати ополчення для протидії англійцям, але зібралося всього 100 чоловік. Рухаючись прискореним нічним маршем, Арнольд 5 січня увійшов в Річмонд. Штойбену вдалося вивезти 5 гармат, але через недогляд міської влади декілька дісталися англійцям. Сам Штойбен переніс штаб в Манчестер на південному березі річки Джеймс і там намагався зібрати ополченців.
Зруйнувавши Річмонд, Арнольд пішов в Портсмут, а Штойбен, у відповідь, переніс штаб у Смітфілд поблизу Портсмута, і оточив його півкільцем пікетів і постів. Позаяк безпосередня небезпека минула, він знову намагався зібрати ополчення для відправлення Гріну, але цивільна влада Вірджинії після вторгнення Арнольда неохоче йшли назустріч в цьому питанні. До 12 лютого вдалося зібрати приблизно 400 осіб у Честерфілді. Була надія, що за допомогою французького флоту вдасться розгромити Арнольда в Портсмуті, але 23 березня до Портсмуту підійшов не французький флот, а британська ескадра адмірала Арбатнота. З'ясувалося, що після битви біля Кейп-Генрі французький флот покинув Чесапікську затоку.

### Битва під Блендфордом
26 березня 2 000 солдатів британської армії під командуванням генерала Вільяма Філліпса висадилися в Портсмуті. 16 квітня Філліпс залишив в Портсмуті сильний гарнізон, а з іншими силами вирушив вгору по річці Джеймс і 23 квітня висадився у Вестовері. За даними Штойбена, в розпорядженні Філліпса було 2 500 або 3 000 чоловік. 24 квітня Штойбен прибув з Честерфілда в Пітерсберг, де з'єднався з загоном генерала Мюлленберга. Тепер у розпорядженні Штойбена був лише невеликий загін ополчення Вірджинії, у якого не було шансів в бою проти англійців, але Штойбен вважав неприпустимим здавати Пітерсберг без бою. На військовій раді вирішено зайняти позицію в селищі Блендфорд на схід від Пітерсберга, провести демонстрацію сили, а потім відступити за річку Аппоматотокс. Щоб не ризикувати гарматами, Штойбен заздалегідь відправив їх за річку.
Вранці 25 квітня 1000 ополченців Мюлленберга зайняли позицію, вишикувавшись у дві лінії. О 14:00 Філліпс наблизився до його позиції і розгорнув війська для бою. Він планував потіснити правий фланг Штойбена і притиснути ополченців до річки. Англійці почали наступати, але відразу зустріли наполегливий опір вірджинців. Побоюючись великих втрат, Філліпс призупинив атаку і підтягнув артилерію, що змусило Штойбена відвести ополченців до другої лінії. Тут він знову відбив атаку англійців, і тільки коли знову підтяглася артилерія, Штойбен вирішив не ризикувати продовженням бою і почав відведення піхоти за річку. У цьому бою Штойбен втратив 150 чоловік, але бій йшов строго по його плану, відступ пройшов організовано, і Штойбен навіть не став вводити в бій свій резервний батальйон.
Загін Штойбена відступив до Річмонда, де 29 квітня з'єднався з загоном Лафайєта (який прийняв командування над об'єднаними силами). 30 квітня Філліпс підійшов до Річмонда, але не став атакувати Лафайєта, а пішов на вірджинський півострів, звідки за наказом Корнуолліса повернувся до Пітерсберг. У Пітерсбергу Філліпс з'єднався з Корнуоллісом і вирішив розбити загін Лафайєта, але той відступив на північ до Фредеріксбурга. З моменту приходу Лафайєта Штойбен зміг передати йому польове командування і зосередитися на наборі рекрутів.

### Йорктаунська кампанія
7 червня 1781 загін Лафайєта у Фредеріксбургу посилився загоном Вейна і досяг чисельності 4 000 осіб, через що Корнуолліс відступив до Річмонда, а Лафайет 13 червня велів Штойбену приєднатися до нього. Штойбен виступив прискореним маршем, перейшов річку Джеймс і 19 червня приєднався до Лафайета. Тепер у Лафайєта було 5 000 осіб і Корнуолліс, щоб не потрапити в облогу в Річмонді, покинув місто 20 червня і відступив на півострів. 25 червня він прибув до Вільямсбурга, а потім відступив у Портсмут і Йорктаун, де створив укріплену базу. У вересні підійшла американсько-французька армія Вашингтона і Рошамбо і 25 вересня встала табором біля Вільямсбурга. Штойбен хворів в липні-серпні, але до вересня його здоров'я відновилося. Генерал Грін викликав його до себе, однак при появі армії Вашингтона Штойбен зрозумів, що підуть активні бойові дії і побажав залишитися в Вірджинії. 12 вересня він повернувся до Лафайєта, а 14 вересня зустрів Вашингтона. Він прагнув до польової служби, і Вашингтон доручив йому дивізію: бригади Вейна і Джиста, чисельністю 2309 чоловік.

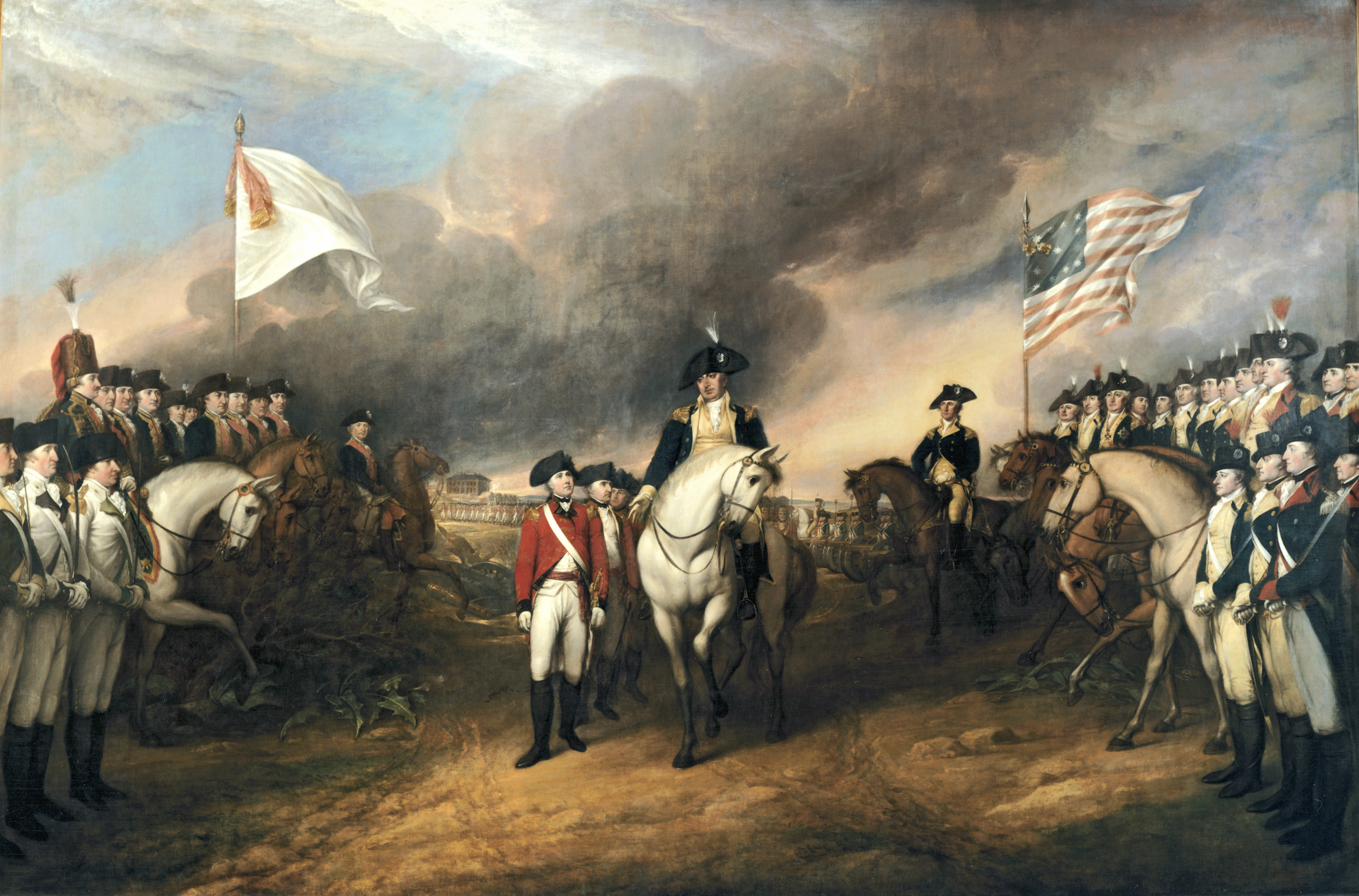
Капітуляція британської армії. Штойбен справа під прапором з зіркою Ордена Вірності.

Треба було брати в облогу Йорктаун, і у всій американській армії не виявилося офіцера знайомого з принципами облогових робіт, крім Штойбена, який в якості ад'ютанта при Фрідріху брав участь в облозі Швейдліца. 5 — 8 жовтня було закладено першу лінію траншей і почалося бомбардування міста. 11 жовтня дивізія Штойбена під покровом ночі побудувала другу паралель, за 300 метрів від позицій противника. На наступний ранок він ледь не постраждав від бомби, що близько розірвалася. 17 жовтня Корнуолліс відправив парламентера з пропозицією перемир'я. Штойбен командував першою лінією в той день і прийняв парламентера, передавши його лист Вашингтону. Коли Лафайет зі своєю дивізією прийшов змінити його на позиції, Штойбен відмовився, пославшись на європейську традицію, згідно з якою підрозділ, яка прийняв пропозицію капітуляції залишається на позиції до самої капітуляції противника.
19 жовтня британська армія вийшла з Йорктауна і склала зброю. За спогадами сержанта Джона Дола, американська армія була побудована в три лінії, а попереду знаходилися Вашингтон, Грін, Штойбен і Вейн.

## Післявоєнна діяльність
Коли Штойбен приходив на службу до Континентальної армії, Конгрес обіцяв йому компенсувати витрати на переселення в Америку, в разі перемоги у війні і в разі, якщо його послуги будуть задовільними. Тепер війна закінчилася, послуги Штойбена високо оцінили, але Конгрес із різних причин затягував виплату компенсації. Він не заперечував правомірність запитів Штойбена, але розтягнув переговори з цього предмету на сім років. 15 квітня 1784 року, коли Штойбен звільнився з Континентальної армії, Конгрес обіцяв виплатити йому 10 000 $ в розстрочку і виконав цю обіцянку, проте повна сума, на яку претендував Штойбен становила 50 000 $. У листопаді 1784 року, коли Конгрес переїхав з Аннаполісу в Трентон, Штойбен повторив запит, але виникла нова перешкода: в 1784 році склад Конгресу був уже не той, з яким Штойбен домовлявся в 1777 році, і договір не був письмово зафіксований, тому виникли сумніви в існуванні самого договору. Штойбену довелося писати листи членам комітету 1777 роки, які у відповідь підтвердили факт договору. Документи були передані Джону Джею, Гамільтону, Джеймсу Дуейну і провідним юристам штатів, які підтвердили, що факт договору мав місце.
У результаті було зібрано новий комітет, який почав розглядати цю справу. Але 1788 року в дію вступила Конституція США, тому Конгрес Конфедерації припинив своє існування в листопаді 1788 року, так і не ухваливши рішення по справі Штойбена. 4 березня 1789 року розпочав роботу новий уряд і Штойбен відразу ж послав туди запит по своїй справі. Тільки 25 вересня вона була прийнята і передана новому міністру фінансів США, Александру Гамільтону. 6 квітня 1790 року Гамільтон виступив в Конгресі, підтримавши Штойбена за всіма пунктами. 19 квітня призначена комісія склала білль, згідно з яким Штойбену покладалася довічна виплата і ділянка землі у власність. Білль пропонував річну виплату в 2 706 $, палата представників знизила її до 2 000 $, а 27 травня Сенат підвищив її до 2 500 $. 4 червня білль став законом за підписом Фрідріха Мюленберга (спікера палати представників) і Джона Адамса (віце-президента), і був затверджений президентом (Вашингтоном).
Деякі штати намагалися зі свого боку допомогти Штойбену: Вірджинія і Пенсільванія подарували йому ділянки землі в долині річки Огайо, але вони знаходилися в таких глухих місцях, що від них не було практичної користі і барон цими пропозиціями не скористався. І тільки штат Нью-Йорк 5 травня 1786 року виділив йому ділянку на територіях, тільки що викуплених у індіанців онайда.

### Орден Цинцинната

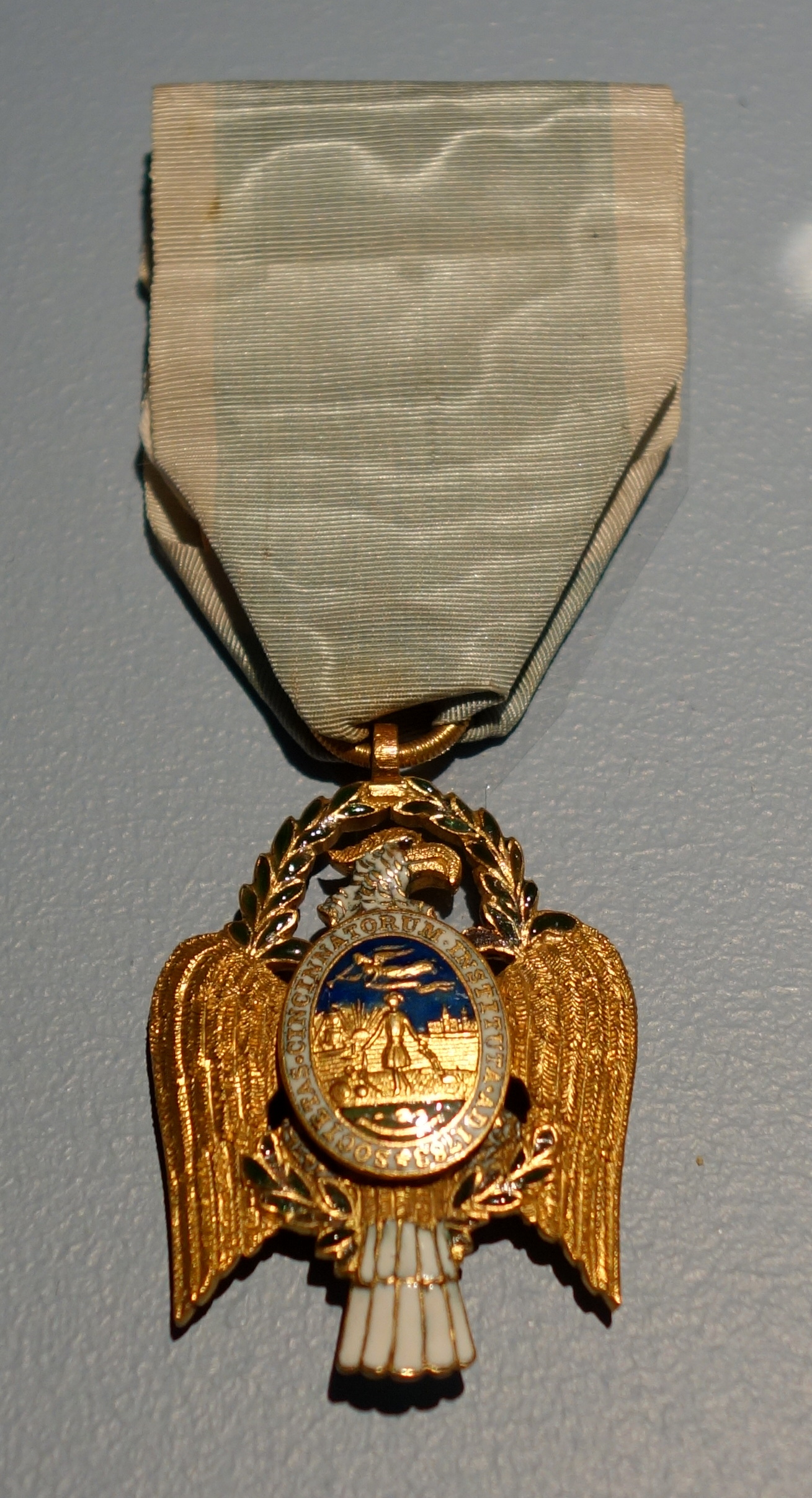
орден Цинцинната

На початку 1783 року офіцери Континентальної армії дізналися про те, що армія скоро буде розформована, і вирішили створити постійну організацію, яка об'єднувала б ветеранів війни і підтримувала дух військового братства. Ця ідея зародилася в голові Генрі Нокса ще в 1775 році, і тепер він повернувся до неї, написав чорновий варіант статуту і обговорив задум зі Штойбеном і генералом Хантінгдоном. Вони вирішили назвати організацію Товариством Цинцинната (Society of the Cincinnati) в честь римського диктатора Луція Квінкцій Цинцинната. 13 травня 1783 року на зборах офіцерів у штабі Штойбена рішення про заснування товариства формально затвердили. У статуті було сказано, що суспільство буде захищати людські права і свободи, за які офіцери билися в роки війни. Було так само вирішено затвердити орден із зображенням золотого орла, у вигляді розпізнавального знака члена суспільства. Джорджу Вашингтону послали офіційне запрошення і незабаром він став членом суспільства і його першим президентом.
У наступні п'ять місяців створено філії в кожному з 13-ти штатів, а в 1783 році з'явився філія у Франції. Але якщо у Франції ідею прийняли з ентузіазмом, то в Штатах до неї поставилися насторожено і навіть вороже. Поява організації зі спадковим членством багатьом здалося загрозою американським свободам. Суддя Еданус Бьорке написав памфлет Considerations on the Society or Order of Cincinnati, де звинуватив суспільство в створенні раси спадкового патриціату. Памфлет опублікований по всій країні і навіть у Франції. Почалися суперечки між прихильниками і противниками Товариства, але критика була такою сильною, що на зборах в травні 1784 року Вашингтон запропонував змінити статут товариства: скасувати спадкове членство і посаду скарбника. Однак критика вщухла тільки тоді, коли прийняли Конституцію і страхи з приводу появи нового деспотизму поступово вляглися. Вашингтон залишався президентом товариства до своєї смерті, Штойбен став віце-президентом Нью-Йоркського відділення в 1785 і президентом в 1786—1890.

### Останні роки життя
Після відставки Штойбен вирішив оселитися в Нью-Йорку і орендував у Девіда Провоста будинок, знаний як «Лувр» (на сучасній 57-й вулиці). Тут він, зокрема, розробив план створення регулярної армії, який не отримав розвитку, але деякі частини плану враховано згодом при створенні регулярної армії США. 3 жовтня 1785 року Штойбен став президентом товариства, створеного для допомоги німецьким емігрантам. Він так само уважно стежив за дискусіями навколо створення Конституції, будучи переконаним федералістом і прихильником Вашингтона і Гамільтона. Він привітав обрання Вашингтона президентом, особисто зустрічав його після прибуття в Нью-Йорк і був присутній на його інавгурації.
Отримавши в 1786 році ділянку землі в штаті Нью-Йорк, Штойбен деякий час не мав коштів, щоб привести володіння в порядок, і тільки пенсія, яку він став отримувати з 1790 року, дозволила йому почати будівництво. Він зміг розчистити 60 акрів землі і побудувати тимчасовий дерев'яний будинок, в якому було всього дві кімнати, кухня і спальня. Пізніше він побудував ще один, каркасний будинок. З 1791 року разом з ним жив Джон Малліган, син відомого патріота Геркулеса Маллігана.

### Смерть
Влітку і восени 1794 барон був абсолютно здоровим, він без проблем здійснив подорож по індіанській території і займався роботами на фермі. 25 листопада він провів як зазвичай, і нічого не говорило про будь-яку хворобу. О 23:00 Штойбен пішов спати. Він ночував в новому будинку, а Малліган в старому, і крім них були присутні ще два слуги. Полковник Норт жив з ними в ту осінь, але він покинув ферму кілька тижнів тому. 26 листопада о 04:00 Маллігана розбудив слуга на ім'я Вільгельм і сказав, що барон вмирає. Малліган кинувся по снігу в його будинок, і виявив Штойбена в тяжкому стані і майже при смерті. Він встиг сказати «Не хвилюйся, син мій», але не зміг продовжити розмову. Найближчий медик знаходився у Вайтстауні за 18 миль і не зміг прибути вчасно. На прохання барона, Малліган посадив його в крісло, дав йому блювотний засіб, і знову вклав у ліжко. Медик приїхав 27 листопада в 14:00, але нічим не зміг допомогти. Штойбен залишався без пам'яті і спокійно помер 28 лютого о 12:30.

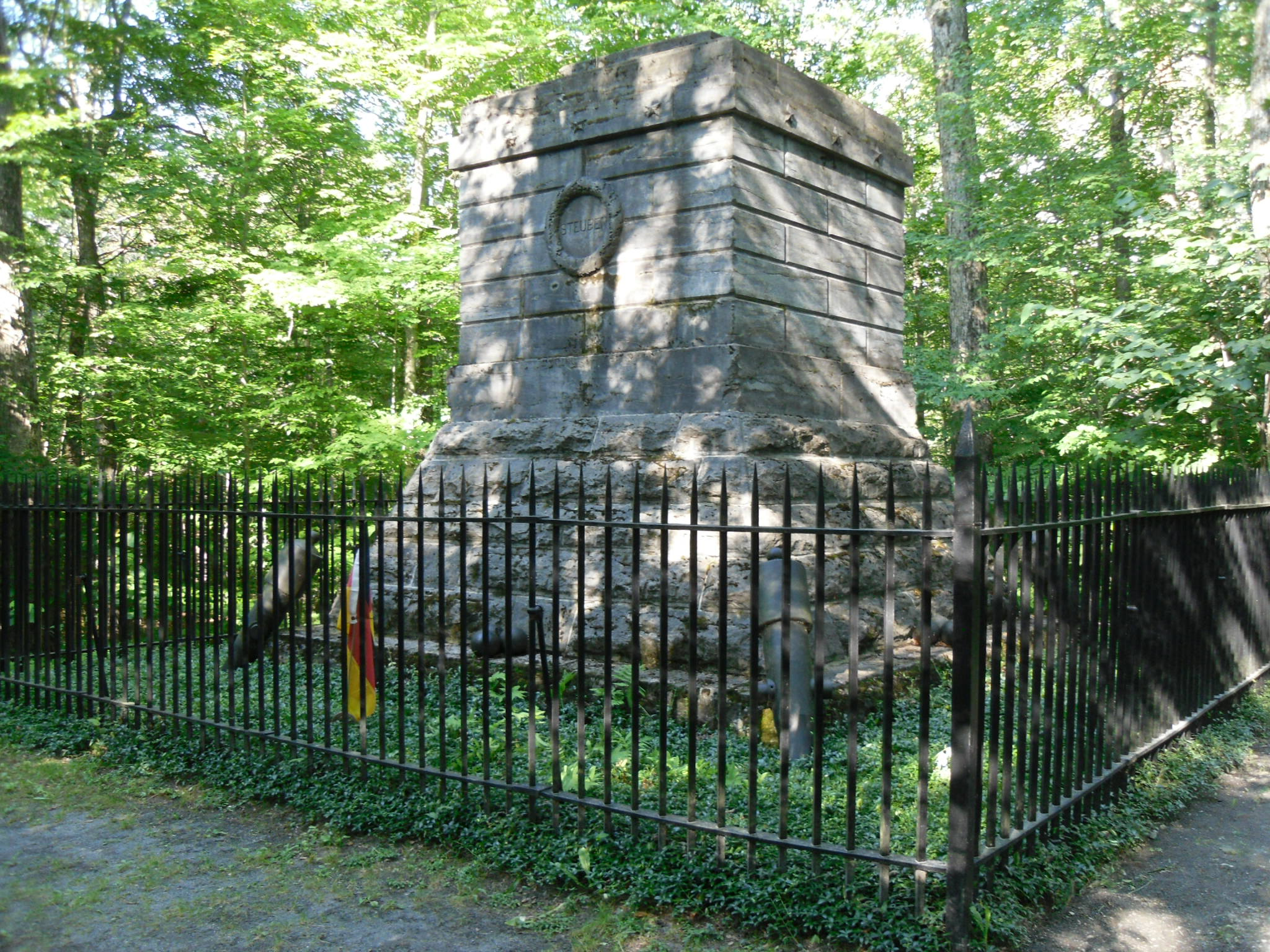
Монумент на могилі Штойбена, встановлений в 1870 році.

За життя Штойбен неодноразово говорив, що не бажає ніяких церемоній при своєму похованні. Він просив просто загорнути його в мундир і поховати десь в глухому куті його володінь. Одного разу він навіть вказав місце, невеликий пагорб приблизно за 250 метрів від будинку. 30 листопада відбулися похорони в присутності Маллігана, полковника Норта і сусідів. Вони пройшли без священика і без прощальних слів, в повній тиші. У своєму заповіті Штойбен розділив свої володіння між Нортом і Вокером, яких вважав своїми синами. Норт отримав зокрема срібну шаблю, подарунок городян Нью-Йорка, а Вокер золоту шаблю, подарунок Конгресу. Маллігану дісталася бібліотека, карти, і 2 500 доларів. У заповіті була умова, що слуги повинні поховати його у вказаному ним місці і нікому цього місця не показувати, але так як конкретного місця він слугам не вказав, то цей пункт заповіту не виконали. На початку XIX століття колишніми землями барона проклали дорогу і при цьому скопали частину могили. Вокеру довелося в 1804 році перенести останки барона на деяку відстань, побудувати огорожу і доручити баптистської громаді стежити за збереженням могили.
У 1870 році на могилі встановлено кам'яний монумент. 1930 року губернатор Нью-Йорка Франклін Рузвельт відкрив на цьому місці «Меморіальний парк Штойбена».

## Особисте життя
Фрідріх Вільгельм фон Штойбен ніколи не був одружений і не мав дітей, та не дуже піклувався про своїх європейських родичів.
На думку низки авторів фон Штойбен був геєм.
Фон Штойбен прибув до Сполучених Штатів зі своїм 17-річним секретарем і (тоді припускали, що він був) коханцем, Пітером Стівеном Дю Понсо У Пруссії він, можливо, мав численні стосунки з молодими солдатами, а також з принцом Генріхом Прусським та Фрідріхом ІІ.
У Веллі-Фордж він зав'язав близькі стосунки з Вокером та Вільямом Нортом, які тоді були військовими офіцерами у віці близько 20 років. Фон Штойбен офіційно усиновив Вокера та Норта і зробив їх своїми спадкоємцями. Дехто вважає цю дію ознакою гомосексуальності фон Штойбена, оскільки деякі геї того часу використовували усиновлення як заміну шлюбу, щоб встановити визнані юридичні стосунки та юридичний зв'язок зі спадкоємцями. Вони також були його ад'ютантами і саме їм він залишив свій статок. З ними у нього були «надзвичайно сильні емоційні стосунки… ставлячись до них як до сурогатних синів». Третій молодий чоловік, Джон В. Малліган (1774—1862), який також вважав себе одним із «синів» фон Штойбена, успадкував його величезну бібліотеку, колекцію карт та 2500 доларів готівкою. У своєму заповіті 1781 року він залишив більшу частину свого майна племіннику за умови, що той переїде назавжди до Сполучених Штатів і відмовиться від титулу барона чи будь-якого іншого дворянського титулу.:702
Після смерті барона стали ходити чутки про його гомосексуальність. Однією з підстав таких підозр стала його служба в штабі прусської армії, особливо при принці Генріху, який був відомий гомосексуальними нахилами. Під час служби в Континентальній армії він оточував себе юними офіцерами, але це була звичайна практика в арміях того часу. Відомо, що Штойбен проводив час в товаристві жінок, і багато жінок вважали його чарівним. Історик Джон Данельский писав, що при всій зовнішній доброзичливості барон був, ймовірно, дуже закритою людиною і мало кому дозволяв наближатися до себе. Історик Пол Локхард так само припускав, що Штойбену не вдавалося вступати в стійкі стосунки з ким би то не було. Локхард стверджував, що довести або спростувати гомосексуальність Штойбена вже неможливо.
За однією з версій, Штойбен залишив службу в Бадені через придворні інтриги; зокрема, в 1777 році він отримав лист, де його попереджали про можливе переслідування через його зв'язки з юними хлопчиками. Ця історія стала широко відомою в Європі і Америці, але вона набула поширення вже після закінчення Війни за незалежність і була невідомою в Америці в 1778 році і, таким чином, факт прийняття барона на службу до Континентальної армії не говорить про терпимість до геїв у Америці (і армії) того часу.

## Спадщина

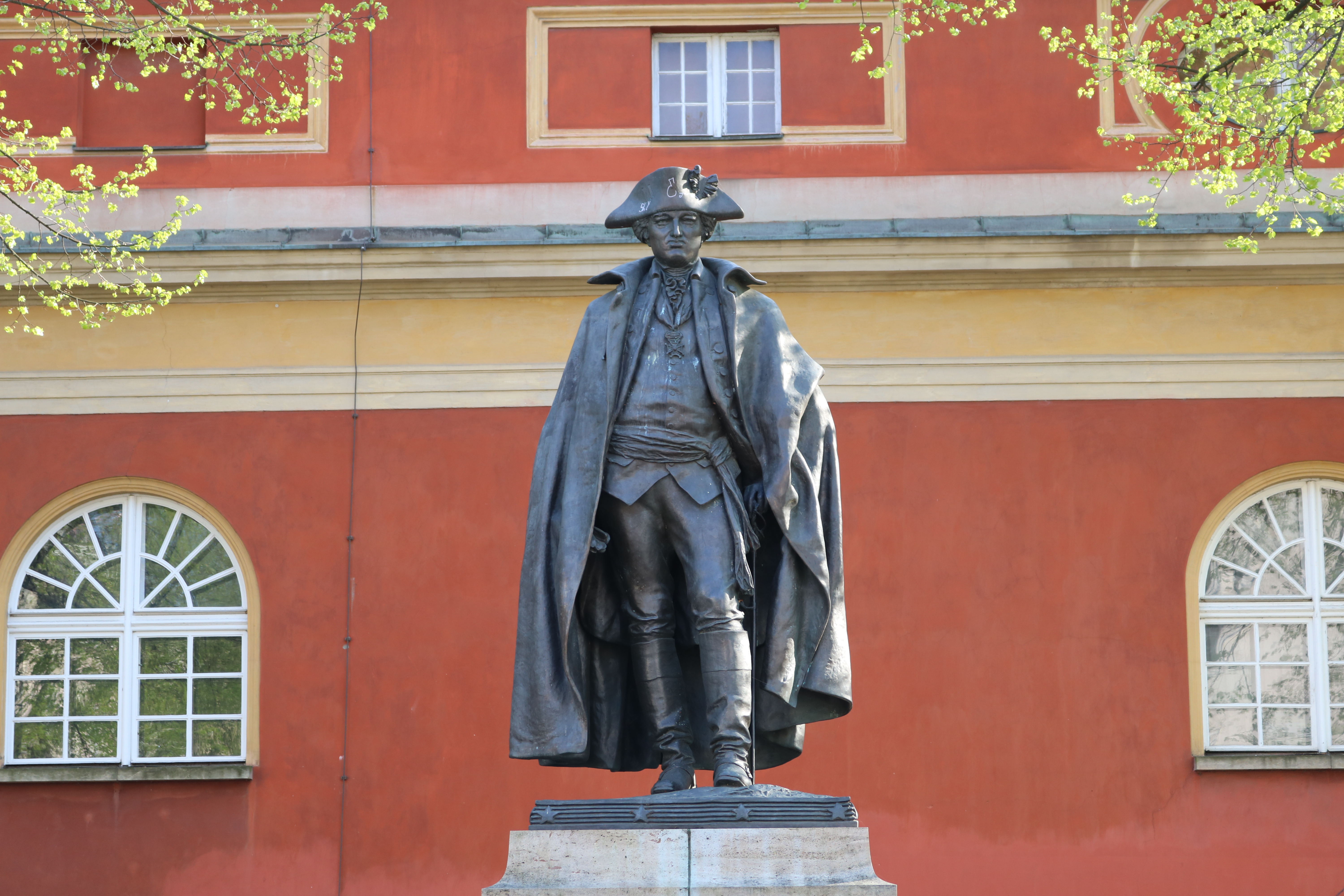
Пам'ятник Штойбену в Потсдамі.

На честь генерала названо багато географічних об'єктів в США. 1787 року на річці Огайо засновано форт Штойбен, на місці якого згодом виникло місто Стейбенвілл (Огайо). 1795 року в штаті Мен засноване місто Стейбен (Мен). На честь Штойбена названі округи: Стойбен (штат Індіана), Стубен (штат Нью-Йорк) ; і деякі Тауншипи.
У 1917 році після вступу США в Першу Світову Війну, американці захопили інтернований німецький лайнер Kronprinz Wilhelm, який ввели до складу американського флоту як USS Von Steuben (ID # 3017). Також, після пожежі на пароплаві München (11 лютого 1930 року) цей пароплав перебудований і перейменований в SS General von Steuben.
4 вересня 1962 року в Ньюпорті закладено підводний човен Von Steuben (SSBN-632). Його спустили на воду 18 жовтня 1963 року.
27 лютого 1903 року Конгрес виділив 50 тисяч доларів США на спорудження пам'ятника Штойбену. Над статуєю працював Альберт Джегерс , відливалася вона з 1909 по 1910 рік, а постамент створений архітекторами Кессі Гильбертом і Т. Р. Джонсоном. Статую встановлено 1910 року у Вашингтоні на Лафайєт-сквер. 1911 року копію статуї подаровано Конгресом США імператору Вільгельму II і німецькому народу і встановлена в Потсдамі. Вона була пошкоджена під час II Світової війни і остаточно знищена урядом НДР в 1950 році. 1987 року нова копія статуї встановлена в Західному Берліні, а 28 листопада 1994 року ще одна копія встановлена на своєму колишньому місці в Потсдамі.
9 жовтня 1915 року в Веллі-Форж встановлено статую Штойбена роботи Отто Швейцера, а 3 липня 1921 року в Мілвокі (Вісконсин) відкрито кінну статую Штойбена так само роботи Швейцера.
У травні 1915 року створене американське суспільство Штойбена.
В середині вересня в багатьох містах США відзначається День Штойбена. У цей день влаштовується парад, маршалом якого обираються американці або іноземці німецького походження. Дональд Трамп був маршалом параду 1999 року.